# La caméra explore le temps
La caméra explore le temps (din franceză cu sensul de Camera explorează timpul) este un serial de televiziune francez cu 47 de episoade (din care au supraviețuit doar 38 de episoade) de 60 - 162 de minute, alb-negru și parțial live, creat de Stellio Lorenzi, André Castelot și Alain Decaux și difuzat între 14 septembrie 1957 și 29 martie 1966 de RTF care a devenit ORTF 1 din 1964.
Serialul a fost produs pentru a reface evenimente din istoria Franței și a Europei.

## Prezentare
Această antologie, al cărei scop este reconstituirea evenimentelor istorice, este ca o continuare a serialului Enigmele istoriei (Énigmes de l'histoire, 22 mai 1956 - 24 august 1957, 9 episoade).
Scrierea scenariilor a fost încredințată istoricilor André Castelot și Alain Decaux, cu Stellio Lorenzi responsabil de producție.
La 29 martie 1966, ora 20:30, a fost difuzat cel de-al doilea episod din Les Cathares: Inquisition (Catarii: Inchiziția). Se încheie astfel nouă ani de difuzare, la cererea lui Alain Peyrefitte care dorea să-l pedepsească pe Stellio Lorenzi, sindicalist, membru al Partidului Comunist Francez, care a participat activ la greva regizorilor ORTF.

## Distribuție
Mulți actori au făcut parte din distribuția acestui serial, inclusiv:
- Louis Arbessier – Le consul de Toulouse
- Pierre Asso – L'évêque Foulques
- Pascale Audret – Marie Stuart
- Claudine Auger
- Jacques Balutin – Le second gendarme
- Jean-Pierre Bernard – Dolinof
- Jean Bertho – Larivière
- Michel Bouquet – Charles 1er
- Berthe Bovy
- Marcel Bozzuffi – Thiers
- Anne Caprile – Joséphine de Beauharnais
- Roger Carel – Cadoudal
- Jacques Castelot – Decazes
- Marc Cassot – Drouet
- Jean-Roger Caussimon – Colbert
- Marcel Charvey – Le colonel Danvignes
- François Chaumette – Cromwell
- Françoise Christophe – Duchesse de Berry
- Francis Claude – Henri IV
- René Clermont
- Roger Crouzet – Guiraud
- Pierre Debauche – Le jésuite
- Georges Descrières – Le Duc d'Enghien
- Bernard Dhéran
- Annie Ducaux – Marie-Antoinette
- Françoise Fabian – Mata-Hari
- Jacques Ferrière – Danton
- Martine Ferrière – Jeanne
- Bernard Fresson – Boudet
- Claude Gensac – L'impératrice Marie-Louise
- Jean-Pierre Kérien – Grand maréchal Bertrand
- Guy Kerner – Apponyi
- René Lefèvre
- Alain MacMoy – Fréron
- François Maistre – Hébert
- Denis Manuel – Raymond VII
- Jean-Pierre Marielle – Le roi Louis XIII
- Maria Mauban – Herminie
- Pierre Mondy – M. de Lavalette
- Jacques Monod – Gilles Aycelin
- Henri Nassiet – L'évêque cathare Marty
- Jean Négroni – Robespierre
- Alain Nobis – Guy de Levis
- Gisèle Pascal – La reine Marie-Antoinette
- Raymond Pellegrin – Napoléon
- Michel Piccoli – Koenigsmark
- Jean-François Poron – L'Aiglon adolescent et jeune homme
- Perrette Pradier – La contesse Vetsera
- Georges Riquier – Jeannin
- Jean Rochefort – Chauveau-Lagarde
- Viviane Romance
- William Sabatier – Collot d'Herbois
- Hervé Sand – Guy de Montfort
- Jean Topart – Le duc de Praslin
- Pierre Vaneck – De la Villiröuet / Rudolf de Habsburg
- Cécile Vassort – Louise Danton
- Robert Vattier – Bernstoff

## Episoade

### Sezonul 1 (1957-1958)
1. Marie Walewska (cu Anne Caprile & William Sabatier)
2. Le Sacrifice de Madame de Lavalette (cu Pierre Mondy)
3. Kaspar Hauser, l'orphelin de l'Europe (cu Georges Wilson)
4. Le Mystérieux Enlèvement du sénateur Clément de Ris (cu Blanchette Brunoy)
5. L'Exécution du duc d'Enghien (cu Anne Caprile & Georges Descrières)
6. L'Étrange Mort de Paul-Louis Courier (cu Paul Frankeur)

### Sezonul 2 (1958-1959)
1. La Mort de Marie-Antoinette (cu Michel Bouquet)
2. Il y a quarante ans… (cu Pierre Fresnay)
3. L'Énigme de Pise (cu Michel Piccoli)
4. Le Véritable Aiglon (cu Claude Gensac)
5. La Dernière Nuit de Kœnigsmark (cu Marie Dubois și Michel Piccoli)

### Sezonul 3 (1959-1960)
1. La Citoyenne de Villirouet (cu Paulette Dubost, affaire liée au Directoire)
2. Le Drame des poisons (cu François Maistre)
3. Le Duc d'Epernon et Jeannin chez la reine Margot (Episod pierdut, s-a păstrat un scurt fragment de un minut la INA)
4. Qui a tué Henri IV ? ou L'Énigme Ravaillac (cu François Chaumette)
5. La Nuit de Varennes (cu Eléonore Hirt)

### Sezonul 4 (1960-1961)
1. L'Assassinat du duc de Guise (cu Judith Magre)
2. L'Énigme de Saint-Leu (cu Georges Géret)
3. Les Templiers (cu Jean Rochefort și Jean-Pierre Marielle)
4. Le Drame de Sainte-Hélène (cu Raymond Pellegrin)

### Sezonul 5 (1961-1962)
1. L'Aventure de la duchesse de Berry (cu Marcel Bozzuffi)
2. Le Meurtre de Pierre III (cu Nadine Alari)
3. L'Affaire du collier de la reine (cu Anne Caprile & Giselle Pascal)
4. Le Meurtre de Henry Darnley ou La Double Passion de Marie Stuart (cu Roger Coggio)

### Sezonul 6 (1962-1963)
1. Un crime sous Louis-Philippe
2. La Conjuration de Cinq-Mars
3. L'Affaire Calas
4. La Conspiration du général Malet
5. La Vérité sur l'affaire du courrier de Lyon - I
6. La Vérité sur l'affaire du courrier de Lyon - al 2-lea

### Sezonul 7 (1963-1964)
1. Le Procès et la mort de Charles I
2. Mata Hari
3. Le Mystère de Choisy
4. Le Drame de Mayerling

### Sezonul 8 (1964-1965)
1. La Terreur et la Vertu : Danton
2. La Terreur et la Vertu : Robespierre
3. L'Affaire Ledru (avocat, apărător al mai multor regicide inclusiv Louis Alibaud)

### Sezonul 9 (1966)
1. Les Cathares : La croisade
2. Les Cathares : L'Inquisition